# 赣州地区
赣州地区是中华人民共和国江西省人民政府设立的地区行政专员公署。存在于1971年到1998年12月。

## 历史沿革
- 1949年8月，中国人民解放军攻克赣南各县，后成立赣西南行政公署，辖赣州、宁都、吉安3专区。其中赣州专区领18县（市）：赣州市（8月析赣县赣州镇设赣州市）、赣县、南康、大余、上犹、崇义、信丰、龙南、定南、全南、安远、宁都、于都、兴国、瑞金、会昌、石城、寻乌。
- 1971年1月改称赣州地区。1983年10月广昌划归抚州地区。
- 1994年南康、瑞金撤县设市。1998年12月，中国国务院批准赣州地区撤地改市，原县级赣州市改为章贡区。
- 2013年11月，撤销县级南康市，设立赣州市南康区，原南康市的潭东镇、潭口镇划归赣州市章贡区管辖。